# لوید کری
لوید کری (انگلیسی: Lloyd Kerry؛ زادهٔ ۲۲ ژوئیهٔ ۱۹۸۸) بازیکن فوتبال اهل بریتانیا است.
از باشگاه‌هایی که در آن بازی کرده‌است می‌توان به باشگاه فوتبال تورکی یونایتد، باشگاه فوتبال تاموورث، باشگاه فوتبال چسترفیلد، باشگاه فوتبال شفیلد یونایتد، باشگاه فوتبال کیدرمینستر هاریرس، باشگاه فوتبال هروگیت تاون، و باشگاه فوتبال آلفرتون تاون اشاره کرد.